# Tirunelveli (distrikt)
Tirunelveli Kattabo är ett distrikt i Indien.   Det ligger i delstaten Tamil Nadu, i den södra delen av landet, 2 200 km söder om huvudstaden New Delhi. Antalet invånare är 3 077 233.
Följande samhällen finns i Tirunelveli Kattabo:
- Tirunelveli
- Kadayanallur
- Thenkasi
- Puliyangudi
- Ambasamudram
- Sūrandai
- Ālangulam
- Kalakkādu
- Kallidaikurichchi
- Vadakku Valliyūr
- Sivagiri
- Tisaiyanvilai
- Viravanallūr
- Vāsudevanallūr
- Gangaikondān
- Nanguneri
- Cholapuram
- Kuttālam